# ベール (服飾)

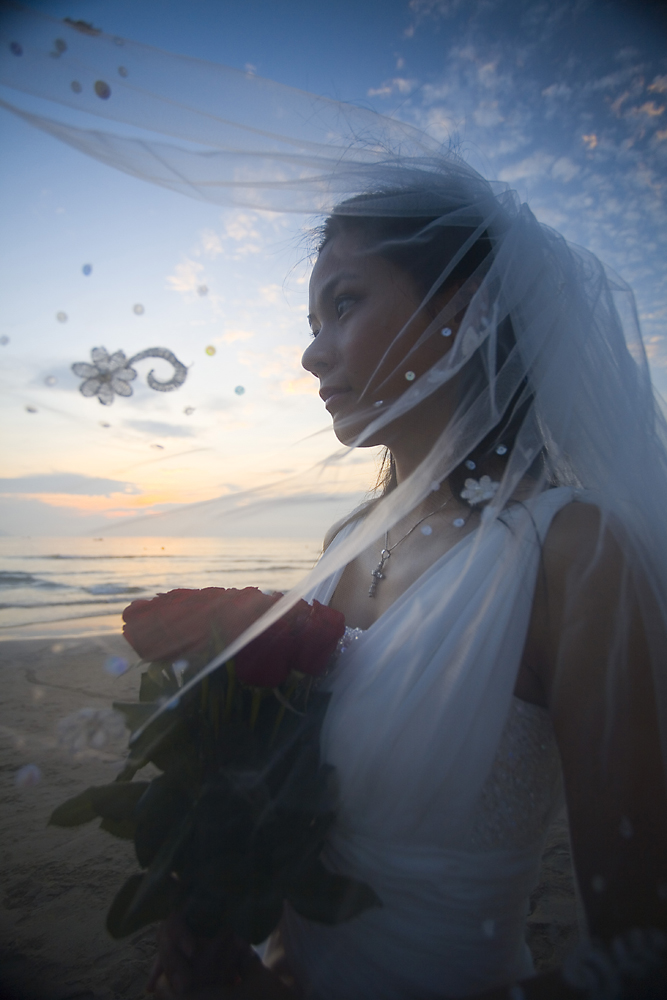
ウェディングドレスのベール

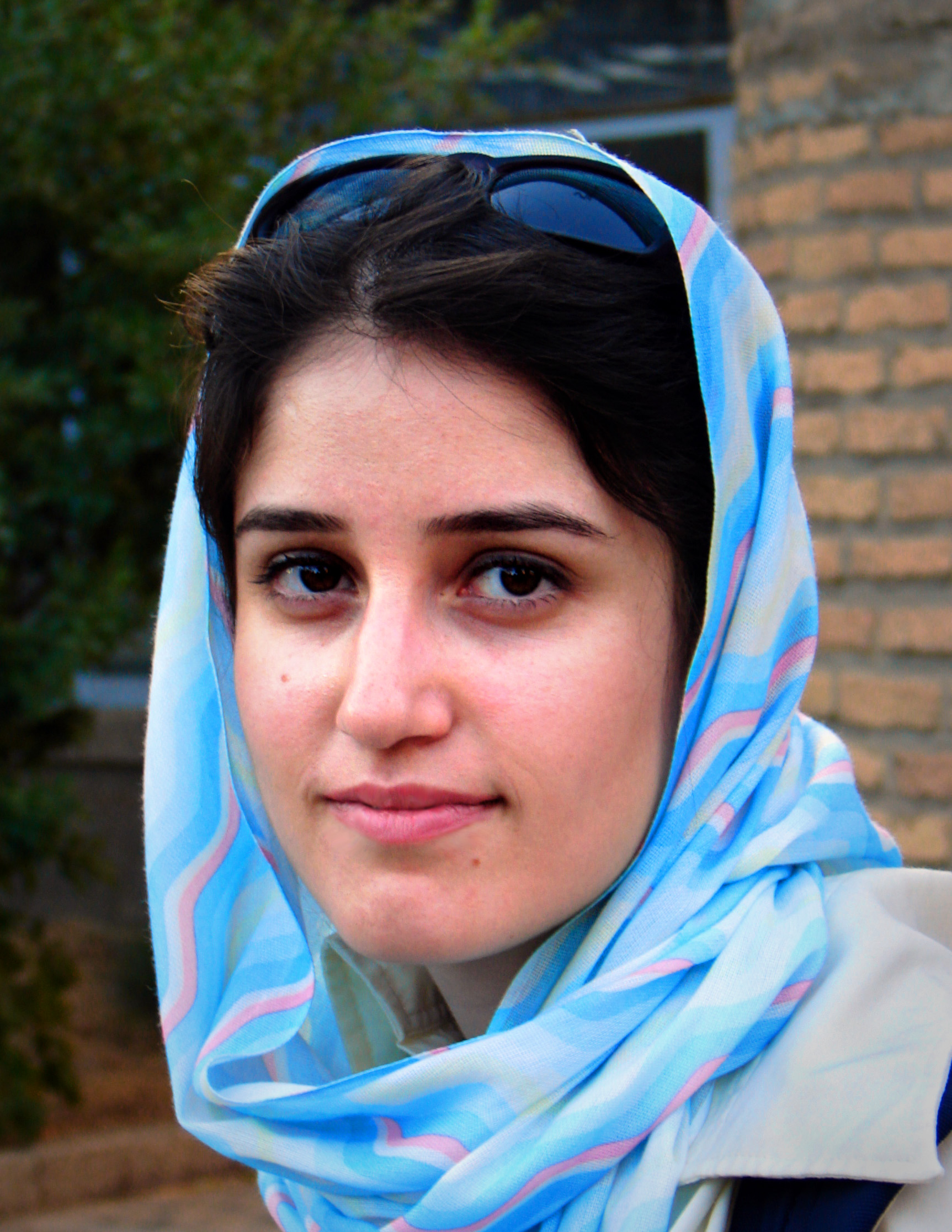
イラン人女性のヒジャブ

ベール（英: veil）は、女性の頭部を覆い隠す薄い布。顔面の前面、または左右両面を、時には両肩までを覆い隠す。素材はシースルーの物が多い。

## 概要
ベールに相当するものは古代ローマからあったが、現在の日本で普通に見られるのは、ウェディングドレスのベールである。
マリアベール、フェイスアップベールなどの種類がある。
帽子と合わせることも行なわれ、喪服においても着用されるが、その場合の色は当然黒である。

## キリスト教

### 教会
この聖書箇所から、カトリック教会とプリマス・ブレザレンでは、婦人が教会でベールを着用するべきだとした。

### 結婚
結婚式における純白のウェディングドレスとベールは、本来は処女のみ着用が許されている。処女でない女性は着色されたドレスを着用する。教父テルトゥリアヌスは、聖書のリベカにならい、処女の花嫁はヴェールをかぶるべきだとした。ヴェールは女性の処女性と従順の象徴である。

## イスラム教
イスラム圏のヒジャブもベールに相当する習慣であると言える。